# 英国与爱尔兰地名通名列表
- 更多资料：阿伯与因弗 (地名词素)
- 更多资料：伯恩 (消歧义)（英语：Bourne (disambiguation)）
- 更多资料：凯尔 (地名词素)
- 更多资料：山丘堡垒 (不列颠群岛)
- 更多资料：柯克 (地名词素)
- 更多资料：兰 (威尔士语地名词素)
- 更多资料：小村落 (英格兰)

对地名的研究被叫作地名研究；欲更详细地调查与英国地名相关的这一主题，可参见英国地名研究。本条目列出了一些见于英国和爱尔兰的地名中的常见的通名，以及它们的含义和一些使用例子。
本条目中的一些通名也存在于英国海外属地以及英国之外的其他的使用英语的国家或地区的地名之中，甚至非英语国家或地区的地名之中，有可能含有本条目列出的部分通名。如：
- 英国海外属地：汉密尔顿 (百慕大)（Hamilton），通名：ton
- 英语国家：斯普林菲尔德 (美国)（Springfield），通名：field
- 非英语国家：特雷利乌 (阿根廷)（Trelew），通名：tre

关于译名：
- 本词条的通名和地名采用中国大陆的翻译方式翻译。
  - 按照大陆的翻译方式，一些发音本来有固定的对应的汉字，但是由于约定俗成，一些名称在大陆有固定的译法。如：
    - [kǝː]通常对应“克”，但是kirk（kǝːk）译为“柯克”，不译为“克克”
    - [mau]通常对应“毛”，但是mouth（[mauθ]）译为“茅斯”，不译为“毛斯”，香港則一般譯作「茅夫」

  - 按照大陆的翻译方式，一些通名按照其发音，本来有别的译法，但是由于约定俗成，它们在大陆有固定的译法。如：
    - land（[lænd]）本来对应“兰德”，但是按固定译法译为“兰”
- 英国的地名基本按当今的英国英语发音翻译，而不按其原语言发音（爱尔兰语、威尔士语等）或旧式发音（古英语、中古英语等）。如威尔士地名Trealaw，按英语译为“特雷阿洛”，而不按威尔士语译为“特雷阿劳”。
- 本词条中列出的大多数地名都是其“英语形式”，而它们可能还有其他（原来的）语言的形式。一个地方的地名应该按照它所在国家的官方语言翻译，因此，威尔士、苏格兰、北爱尔兰的地名应该按照英语翻译，而爱尔兰的地名，应该按照爱尔兰语翻译，但是本列表中的“英语形式的爱尔兰地名”，也是按其“英语形式”翻译的，而不是按其“爱尔兰语形式”翻译的。如：
  - 威尔士地名“庞蒂浦”，英语名为Pontypool，威尔士语名为Pont-y-pŵl，“庞蒂浦”是按英语翻译的。
  - 苏格兰地名“诺肯泰伯尔”，英语名为Knockentiber，苏格兰盖尔语名为Cnoc an Tobair，“诺肯泰伯尔”是按英语翻译的。
  - 北爱尔兰地名“基利德”，英语名为Killead，爱尔兰语名为Cill Éad，“基利德”是按英语翻译的。
  - 爱尔兰地名“多尼戈尔”，英语名为Donegal，爱尔兰语名为Dún na nGall，“多尼戈尔”是按英语翻译的。
  - 爱尔兰地名“都柏林”，英语名为Dublin，爱尔兰语名为Baile Átha Cliath，“都柏林”是按英语翻译的。

各语言简称：爱——爱尔兰语；北——古北欧语；布——布立吞语；法——诺曼法语；古——古英语；坎——坎布里亚语；康——康沃尔语；拉——拉丁语；皮——皮克特语；苏——苏格兰盖尔语；威——威尔士语；中——中古英语
| 通名                                                                                            | 来源           | 含义                                                  | 例子 | 位置                                           | 注释 |
| ----------------------------------------------------------------------------------------------- | -------------- | ----------------------------------------------------- | --- | ---------------------------------------------- | --- |
| aber 音译：阿伯                                                                                 | 坎、康、皮、威 | （河）口，汇流点，水域的汇合处                        | 阿伯里斯特威斯（Aberystwyth）、阿伯多维（Aberdyfi）、阿伯丁（Aberdeen）、阿伯加文尼（Abergavenny）、阿伯里文（Aberuthven） | 前缀                                           | 更多资料：阿伯与因弗 (地名词素) |
| ac、acc、ock 音译：阿克                                                                         | 古             | 橡子，或橡树                                          | 阿克林顿（Accrington）、埃科姆（Acomb）、阿克顿（Acton）、马特洛克（Matlock） |                                                | |
| ach, auch(en)/(in) 音译：阿赫、奥赫、奥亨、奥欣                                                 | 爱、苏         | 田地                                                  | 奥亨丁尼（Auchendinny）、奥亨沙格尔（Auchenshuggle）、奥欣内尔恩（Auchinairn）、阿赫纳欣（Achnasheen） | 前缀                                           | 由“achadh”英语化而来。“ach”通常是高地形式，而“auch”通常是低地形式。“auchen”（来自“achadh nan …”）意为“……的田地” |
| afon, avon 音译：雅芳                                                                           | 爱、康、苏、威 | 河                                                    | 雅芳河（River Avon）、雅芳茅斯（Avonmouth）、雅芳威克（Avonwick）、格拉尼拉旺（Glanyrafon） |                                                | 威尔士语“afon”发音为“AH-von”；若干条英格兰河流都叫作雅芳。在爱尔兰语中，这个词语拼作“abhann”，大部分（然而并非专门地）都发音为“OW-en” |
| ar, ard 音译：阿、阿德                                                                          | 爱、苏         | 高、高地                                              | 阿马（Armagh）、阿德格拉斯（Ardglass） |                                                | |
| ash 音译：阿什                                                                                  | 古             | 白蜡树                                                | 阿什顿安德莱恩（Ashton-under-Lyne）、阿什顿-因马克菲尔德（Ashton-in-Makerfield） |                                                | |
| ast 音译：阿斯特                                                                                | 古             | 东                                                    | 阿斯顿（Aston）、阿斯特利（Astley） | 前缀                                           | |
| auchter 音译：奥赫特                                                                            | 爱、苏         | 高处，某物的顶端                                      | 奥赫特马赫蒂（Auchtermuchty）、奧赫特拉德（Auchterarder） | 前缀                                           | 由“uachdar”英语化而来 |
| axe, esk, exe, usk 音译：阿克斯、埃斯克、埃克斯、阿斯克                                         | 布             | 来自“isca”，意为水                                    | 埃克塞特（Exeter）、阿克斯河（River Axe）、埃克斯河（River Exe）、阿斯克河（River Usk）、阿克斯明斯特（Axminster）、埃斯克河（River Esk） |                                                | |
| ay, ey, y                                                                                       | 北/古          | 岛屿                                                  | 拉姆齐（Ramsay）、韦斯特雷（Westray）、兰迪（Lundy）、奥克尼（Orkney） | 后缀（通常情况）                               | |
| bal, ball, balla, bally 音译：巴尔、巴拉、巴利                                                  | 爱、苏         | 农田、农场                                            | 巴拉胡利什（Ballachulish）、巴勒诺（Balerno）、巴利米纳（Ballymena）、巴利纳马勒德（Ballinamallard）、巴勒特（Ballater）、巴尔莫拉尔（Balmoral） | 前缀                                           | 由“baile”英语化而来 |
| beann, beinn, ben 音译：本                                                                      | 苏             | 山                                                    | 本尼维斯（Ben Nevis）、本克鲁亨（Ben Cruachan） |                                                | 也许与皮克特语和威尔士语“pen”相关 |
| beck 音译：贝克                                                                                 | 北、古         | 溪                                                    | 霍尔贝克（Holbeck）、贝金塞尔（Beckinsale）、特劳特贝克（Troutbeck）、贝克顿（Beckton）、图廷贝克（Tooting Bec） |                                                | 比较德语“bach” |
| berg, berry 音译：伯格、伯里                                                                    | 北/古          | 山丘（比较“iceberg”）                                 | 罗斯伯里托平（Roseberry Topping）、伯克姆斯特德（Berkhamsted） |                                                | 在“Farnborough”（法恩伯勒）一词[古英语“Fernaberga”（费尔纳贝尔加）]中，“berg”已趋于“borough” |
| bex 音译：贝克斯                                                                                | 古             | 黄杨树                                                | 贝克斯利（Bexley）、滨海贝克斯希尔（Bexhill-on-Sea） |                                                | 滨海贝克斯希尔的古英语名字是“bexelei”，黄杨树生长的林间空地 |
| bie, by 音译：比                                                                                | 北             | 定居点，村庄                                          | 格里姆斯比（Grimsby）、滕比（Tenby）、德比（Derby）、惠特比（Whitby）、塞尔比（Selby）、克罗斯比（Crosby）、福姆比（Formby）、柯克比（Kirkby）、拉格比（Rugby）、赫尔斯比（Helsby）、科比（Corby）、韦瑟比（Wetherby）、洛克比（Lockerbie） | 通常情况是后缀，但比较比克（Bicker，城镇湿地） | 也幸存于“地方法则”（bylaw）和“中期选举”（by-election） |
| blaen, blen 音译：布伦                                                                          | 坎、威         | 落、山丘、山地                                        | 布伦卡斯拉（Blencathra）、布伦科戈（Blencogo）、布莱奈-费斯蒂尼奥格（Blaenau Ffestiniog）、布兰太尔（Blantyre） |                                                | |
| borough, brough, burgh, bury 音译：伯勒、布勒、堡、伯里、伯雷                                   | 古             | 设防的围场                                            | 艾尔斯伯里（Aylesbury）、坎特伯雷（Canterbury）、迪斯伯里（Dewsbury）、伯里（Bury）、彭德尔伯里（Pendlebury）、什鲁斯伯里（Shrewsbury）、蒂克斯伯里（Tewkesbury）、格拉斯顿伯里（Glastonbury）、米德尔斯布勒（Middlesbrough）、爱丁堡（Edinburgh）、班堡（Bamburgh）、彼得伯勒（Peterborough）、纳尔斯伯勒（Knaresborough）、斯卡伯勒（Scarborough）、杰德堡（Jedburgh）、奥尔德堡（Aldeburgh） | 后缀（通常情况）                               | 见自治市镇（borough，“伯勒”）以获知更多信息与其他用法。“堡”（burgh）主要是诺森布里亚语和低地苏格兰语。比较荷兰语与德语“burg” |
| bost 音译：博斯特                                                                               | 北             | 农田                                                  | 卢尔博斯特（Leurbost） | 后缀                                           | 比较“ster”、“(bol)staðr”；这一形式通常见于外赫布里底群岛 |
| bourne, burn 音译：伯恩、本                                                                     | 古             | 大溪流，小河流                                        | 伯恩茅斯（Bournemouth）、伯恩（Bourne）、伊斯特本（Eastbourne）、阿什本（Ashbourne）、布莱克本（Blackburn）、班诺克本（Bannockburn） |                                                | 更多资料：伯恩 (消歧义) 比较德语“-born”，如黑博恩（Herborn）。在这个意义中，“burn”一词在苏格兰仍常被使用 |
| brad 音译：布拉德                                                                               | 古             | 宽阔                                                  | 布拉德福德（Bradford） | 前缀                                           | |
| bre 音译：布雷、布里                                                                            | 坎、康、威     | 山丘                                                  | 布里登（Bredon）、康布雷亚（Carn Brea） | 前缀                                           | |
| caer, car 音译：凯尔、卡                                                                        | 坎、威         | 营地，防御工事                                        | 凯尔迪德（Caerdydd）、卡利恩（Caerleon）、卡莱尔（Carlisle）、凯尔维尔丁（Caerfyrddin） | 前缀                                           | 布立吞语的“caer”来自拉丁语的“castrum”；比较“chester”（古英语）。 更多资料：凯尔 (地名词素) |
| carden 音译：卡登                                                                               | 皮             | 杂木林                                                | 金卡丁（Kincardine）、卡登登（Cardenden） | 后缀                                           | |
| caster, cester, ceter, chester 音译：开斯特、克斯特、卡斯特、斯特、塞斯特、塞特、彻斯特、切斯特 | 古（<拉）      | （源于罗马人的）营地，防御工事                        | 兰开斯特（Lancaster）、唐克斯特（Doncaster）、格洛斯特（Gloucester）、凯斯特（Caister）、曼彻斯特（Manchester）、奇切斯特（Chichester）、伍斯特（Worcester）、切斯特（Chester）、埃克塞特（Exeter）、赛伦塞斯特（Cirencester）、科尔切斯特（Colchester）、塔德卡斯特（Tadcaster）、莱斯特（Leicester）、托斯特（Towcester）、温彻斯特（Winchester） | 后缀                                           | |
| cheap, chipping 音译：奇普、奇平                                                                | 古             | 市场                                                  | 奇平诺顿（Chipping Norton）、奇平卡姆登（Chipping Campden）、切普斯托（Chepstow） |                                                | 也作为一条街道的名称的一部分，例如“齐普赛街”（Cheapside）。“奇彭纳姆”（Chippenham）来自人名。 |
| cheth, keth 音译：切斯、克斯                                                                    | 坎             | 树林                                                  | 彭克斯（Penketh）、卡尔切斯（Culcheth） | 后缀                                           | 比较威尔士语“coed” |
| coed 音译：科伊德                                                                               | 威             | 森林、树林                                            | 贝图瑟科伊德（Betws-y-coed） |                                                | |
| combe, coombe, cwm 音译：科姆、库姆、昆                                                         | 布             | 山谷                                                  | 巴科姆（Barcombe，“布立吞人的山谷”）、法恩科姆（Farncombe）、伊尔弗勒科姆（Ilfracombe）、索尔科姆（Salcombe）、昆布兰（Cwmbrân，“布兰的山谷”）、库姆郊野公园（Coombe Country Park） |                                                | 通常发音为“coo-m”或“cum”，与“cwm”同源 |
| cot, cott 音译：科特                                                                            | 古、威         | 小屋，小型建筑物，或源于布立吞语或威尔士语，意为树林  | 阿斯科特（Ascot）、迪德科特（Didcot）、泥地德雷科特（Draycott in the Clay）、斯沃德林科特（Swadlincote） | 后缀                                           | |
| creag, crag, craig 音译：克雷格、克拉格                                                         | 爱、布、苏     | 突出的岩石                                            | 克雷加文（Craigavon）、克雷格梅格伊（Creag Meagaidh）、彭伊格雷格（Pen y Graig）、阿德克拉格斯（Ard Crags） |                                                | 这一根源在凯尔特语族所有语言中都是常见的。 |
| cul 音译：卡尔                                                                                  | 坎             | 狭窄                                                  | 卡尔切斯（Culcheth） | 前缀                                           | |
| cum, cwm 音译：库姆、昆                                                                         | 坎、威         | 山谷                                                  | 库马曼（Cwmaman）、库姆迪沃克（Cumdivock）、库曼（Cwmann）、昆布兰（Cwmbran）、库姆赫德（Cwm Head） | 前缀                                           | “cwm”是威尔士语，“cum”是坎布里亚语；它们都借自古英语中的后缀“coombe”。 |
| cum                                                                                             | 拉             | 与、及                                                | 萨尔科特-弗利（Salcott-cum-Virley）、科克沙特-佩顿（Cockshutt-cum-Petton）、查尔顿-哈迪（Chorlton-cum-Hardy） | 配上连字符号连接另两个名字                     | 当两个地方行政区合二为一时使用此词。与坎布里亚语的“cum”无关。 |
| dal 音译：达尔                                                                                  | 爱、苏         | 牧草地、河畔低洼地区                                  | 达尔赖（Dalry）、达尔梅灵顿（Dalmellington） | 前缀                                           | 与皮克特语“dol”同源，并且大概受其影响 |
| dale 音译：代尔                                                                                 | 北/古          | 山谷（古英语）、划分给的土地（古英语）                | 艾尔代尔（Airedale），即艾尔河（River Aire）的河谷；罗奇代尔（Rochdale）、撒克逊代尔（Saxondale） | 后缀                                           | 与德语“tal”、古北欧语“dalr”同源 |
| dean, den, don 音译：迪安、丁、登                                                               | 古-“denu”      | 山谷[茂林幽谷（dene）]                                | 克罗伊登（Croydon）、迪安村（Dean Village）、霍恩丁（Horndean）、托德莫登（Todmorden） | 后缀                                           | 关于这一原始词根，这种地形通常是其唯一的指示物[比较“don”（山丘）] |
| den, don 音译：登                                                                               | 布，取自：古   | 山丘，向下                                            | 阿宾登（Abingdon）、布里登（Bredon）、威尔斯登（Willesden） | 后缀                                           | |
| dhu, dow, dubh, duff 音译：杜、道、达夫                                                         | 爱、苏         | 黑色                                                  | 埃莱恩杜（Eilean Dubh）、埃斯杜（Eas Dubh）、都柏林（Dublin） | 后缀，偶尔是前缀                               | 由“dubh”英语化而来 |
| din, dinas 音译：丁、迪纳斯                                                                     | 威             | 堡垒                                                  | 迪纳斯波厄斯（Dinas Powys） | 前缀                                           | 与“dun”一致；见下文 |
| dol 音译：多尔                                                                                  | 布、皮、威     | 牧草地、河畔低洼地区                                  | 多尔盖莱（Dolgellau）、达尔（Dull） | 前缀                                           | |
| don, doune, dum, dun 音译：当、杜恩、邓                                                         | 爱、苏         | 堡垒                                                  | 邓迪（Dundee）、邓巴顿（Dumbarton）、邓甘嫩（Dungannon）、邓弗里斯（Dumfries）、多尼戈尔（Donegal）、邓多克（Dundalk）、邓德拉姆（Dundrum） | 前缀                                           | 源于“dùn”。 更多资料：山丘堡垒 (不列颠群岛) |
| drum 音译：德拉姆                                                                               | 爱、苏         | 垄、背脊                                              | 德拉姆查珀尔（Drumchapel）、德拉姆纳坎维（Drumnacanvy）、德拉姆纳德罗希特（Drumnadrochit）、邓德拉姆（Dundrum） | 前缀                                           | 由“druim”英语化而来 |
| ea, ey                                                                                          | 古-“eg”        | 岛屿                                                  | 罗姆西（Romsey）、阿瑟尔尼、伊利（Ely） |                                                | 比较低地德语“-oog”，如朗格奥格（Langeoog） |
| eagles, eccles, eglews, eglos 音译：伊格尔斯、埃克尔斯、埃格卢斯、埃格洛斯                      | 康、威（<拉）  | 教堂                                                  | 伊格尔舍姆（Eaglesham）、埃格洛斯凯里（Egloskerry）、埃克尔费亨（Ecclefechan） |                                                | 由拉丁语“ecclesia”而来，从而与法语“église”及盖尔语“eaglais”同源 |
| eilean                                                                                          | 爱、苏         | 岛屿                                                  | 多南岛（Eilean Donan）、苏伯哈因岛（Eilean Sùbhainn） |                                                | 有时候作为前缀而英语化为“island”，例如达瓦尔岛（Island Davaar） |
| ey                                                                                              | 古-“haeg”      | 围场                                                  | 霍恩西（Hornsey）、（瓦伊河畔）海伊[Hay (-on-Wye)] |                                                | 与上面的意为“岛屿”的“-ey”无关 |
| field 音译：菲尔德                                                                              | 古             | 开阔土地，森林中的空地                                | 谢菲尔德（Sheffield）、哈德斯菲尔德（Huddersfield）、韦克菲尔德（Wakefield）、曼斯菲尔德（Mansfield）、麦克莱斯菲尔德（Macclesfield）、默菲尔德（Mirfield）、切斯特菲尔德（Chesterfield）、默里菲尔德（Murrayfield）、怀特菲尔德（Whitefield）、利奇菲尔德（Lichfield）、德里菲尔德（Driffield） | 后缀                                           | 比较德语“feld” |
| fin 音译：芬                                                                                    | 苏             | 洁白的、圣洁的                                        | 芬多赫蒂（Findochty） | 前缀                                           | 由“fionn”英语化而来 |
| firth[河口湾 (苏格兰与英格兰)] 音译：弗斯                                                       | 北             | 峡湾（fjord）、水湾                                   | 巴拉弗斯（Burrafirth）、福斯湾（Firth of Forth）、索尔韦湾（Solway Firth）、克莱德湾（Firth of Clyde） |                                                | 来自北欧语“fjorðr” |
| firth, frith 音译：弗斯、弗里斯                                                                 | 古             | 森林或森林地带                                        | 霍姆弗斯（Holmfirth）、查珀伦勒弗里斯（Chapel-en-le-Frith） | 后缀                                           | |
| force, foss                                                                                     | 北             | 瀑布                                                  | 埃拉瀑布（Aira Force）、高瀑布（High Force）、哈德劳瀑布（Hardraw Force） |                                                | 区别于下面的古英语/拉丁语“fos, foss” |
| ford, forth 音译：福德、福斯                                                                    | 古             | 浅滩、渡口                                            | 布拉德福德（Bradford）、安普尔福斯（Ampleforth）、沃特福德（Watford）、索尔福德（Salford）、卡斯尔福德（Castleford）、吉尔福德（Guildford）、斯塔福德（Stafford）、切尔姆斯福德（Chelmsford）、雷特福德（Retford）、达特福德（Dartford）、比迪福德（Bideford）、纳茨福德（Knutsford）、伯福德（Burford）、斯利福德（Sleaford） |                                                | 比较德语“-furt”，如美因河畔法兰克福（Frankfurt am Main） |
| fos, foss 音译：福斯                                                                            | 古、拉         | 水道                                                  | 福斯河（River Foss）、凡福斯（Fangfoss） |                                                | 区别于上面的古北欧语“force, foss” |
| gar(t) 音译：加（特）                                                                           | 苏             | 被围起来的场地                                        | 加斯库布（Garscube）、加特莫尔（Gartmore）、加特尼斯（Gartness） |                                                | |
| garth 音译：加斯                                                                                | 北             | 围场                                                  | 艾斯加斯（Aysgarth） |                                                | 比较德语“-gart”，如斯图加特（Stuttgart） |
| gate 音译：盖特                                                                                 | 北             | 道路                                                  | 盖特赫尔姆斯利（Gate Helmsley）、哈罗盖特（Harrogate） |                                                | |
| ghyll, gill 音译：吉尔                                                                          | 北             | 深谷，狭窄的小峡谷                                    | 吉勒穆尔（Gillamoor）、加里吉尔（Garrigill）、地牢峡谷（Dungeon Ghyll） |                                                | |
| glen 音译：格伦                                                                                 | 爱、苏         | 狭谷，山谷                                            | 拉瑟格伦（Rutherglen）、格莱纳姆（Glenarm）、科比幽谷（Corby Glen） |                                                | 由“gleann”英语化而来 |
| gowt 音译：高特                                                                                 |                | 出水口、水闸、下水道                                  | 加斯拉姆高特（Guthram Gowt）、安东斯高特（Anton's Gowt） |                                                | 第一处参考称这个单词是“出去”（go out）的当地发音；第二处则说是“地下的水管。污水管（sewer）。溢水门，沼泽的水经由它，从排水沟沟（reen）流到海里。”“排水沟沟”（reen）是一个萨默塞特单词，在沼泽地区不被使用。而“gout”一词似乎与法语“égout”同源，意为“污水管”（sewer）。尽管现代的思想会将“污水管”（sewer）一词与污水联系起来，然而它并不总是一定与污水有关。 |
| ham 音译：汉、汉姆、翰、赫姆                                                                    | 古             | 农家、农场、定居点                                    | 罗瑟勒姆（Rotherham）、纽汉（Newham）、诺丁汉（Nottingham）、托特纳姆（Tottenham）、奥尔德姆（Oldham）、纽舍姆（Newsham）、法弗舍姆（Faversham）、西汉姆（West Ham）、伯明翰（Birmingham）、刘易舍姆（Lewisham）、吉林厄姆（Gillingham）、查塔姆（Chatham）、奇彭纳姆（Chippenham）、切尔滕纳姆（Cheltenham）、白金汉（Buckingham）、达格纳姆（Dagenham）、伊夫舍姆（Evesham）、雷克瑟姆（Wrexham）、迪勒姆（Dereham）、奥尔特灵厄姆（Altrincham）、达勒姆（Durham）、比灵赫姆（Billingham）、赫克瑟姆（Hexham） | 后缀                                           | 通常被与“hamm”（围场）搞混；比较荷兰语“hem”与德语“海姆”（heim） |
| hirst, hurst 音译：赫斯特                                                                       | 古             | （树木繁茂的）山丘                                    | 杜赫斯特（Dewhurst）、伍德赫斯特（Woodhurst）、林德赫斯特（Lyndhurst） |                                                | 比较德语“horst” |
| hithe, hythe 音译：海斯                                                                         | 古             | 停泊处，舟船登陆的地方                                | 罗瑟尔海斯（Rotherhithe）、海斯（Hythe）、伊里斯（Erith） |                                                | |
| holm 音译：霍姆                                                                                 | 古             | 岛屿                                                  | 霍姆弗斯（Holmfirth）、亨普霍姆（Hempholme） |                                                | |
| hope 音译：霍普                                                                                 | 古             | 山谷，被围起来的地区                                  | 伍尔霍普（Woolhope）、格洛瑟普（Glossop） |                                                | 比较德语“hof” |
| howe 音译：豪                                                                                   | 北-“haugr”     | 土墩、山丘、圆丘                                      | 豪村 (诺福克)（Howe, Norfolk）、豪村 (北约克郡)（Howe, North Yorkshire） |                                                | |
| inch 音译：因奇                                                                                 | 爱、苏         | 岛屿，沼泽中的干旱区域                                | 因奇马诺克（Inchmarnock）、因奇（Insch）、基斯因奇（Keith Inch） |                                                | 比较威尔士语“ynys” |
| ing                                                                                             | 古-“ingas”     | ……的人                                                | 雷丁（Reading）[雷阿达（Reada）的子民（追随者）]、斯波尔丁（Spalding）[斯帕尔德（Spald）的子民]、瓦平（Wapping）、凯特林（Kettering）、沃辛（Worthing）、多金（Dorking）、巴金（Barking）、埃平（Epping）、沃金（Woking）、皮克林（Pickering） | 后缀                                           | 有时候也幸存于看起来是复数形式的词语中，如黑斯廷斯（Hastings）；另外，经常和“ham”或“ton”组合在一起，“……的人的农场”，如伯明翰（Birmingham）、布里德灵顿（Bridlington）；比较荷兰语和德语“-ing(en)”，如格罗宁根（Groningen）、哥廷根（Göttingen）、施特劳宾（Straubing）                                                                                     |
| ing                                                                                             | 古             | 地方，小溪流                                          | 洛金（Lockinge） | 后缀                                           | 若没有对早期地名形式的调查的话，要将它同来自“-ingas”的通名区分开，是困难的 |
| inner, inver 音译：因纳、因弗                                                                   | 苏             | （河）口，汇流点，水域的汇合处                        | 因弗尼斯（Inverness）、因弗雷里（Inveraray）、因纳利森（Innerleithen） | 前缀                                           | 比较“aber” 更多资料：阿伯与因弗 (地名词素) |
| keld 音译：凯尔德                                                                               | 北             | 泉                                                    | 凯尔德（Keld）、斯雷尔凯尔德（Threlkeld） |                                                | |
| kil 音译：基尔                                                                                  | 爱、苏         | 修道院单人小室，老教堂                                | 基尔马诺克（Kilmarnock）、基利德（Killead）、基尔肯尼（Kilkenny） | 前缀                                           | 由“cill”英语化而来 |
| kin 音译：金                                                                                    | 爱、苏         | 岬                                                    | 金卡丁（Kincardine）、凯纳伦（Kinallen） | 前缀                                           | 由“ceann”英语化而来 |
| king 音译：金                                                                                   | 古/北          | 国王，部落首领                                        | 金斯诺顿（King's Norton）、金斯林（King's Lynn）、金斯顿（Kingston）、金斯顿巴格皮尤兹（Kingston Bagpuize）、金斯克斯韦尔（Kingskerswell）、科宁斯比（Coningsby） |                                                | |
| kirk[教堂 (苏格兰)] 音译：柯克                                                                  | 北             | 教堂                                                  | 柯克沃尔（Kirkwall）、奥姆斯柯克（Ormskirk）、科尔柯克（Colkirk）、福尔柯克（Falkirk）、柯克斯特德（Kirkstead）、贝恩河畔柯比（Kirkby on Bain） |                                                | 比较德语“-kirch”，如阿尔特基克（Altkirch）；荷兰语“-kerk”，如海姆斯凯尔克（Heemskerk） 更多资料：柯克 (地名词素) |
| knock 音译：诺克                                                                                | 爱、苏         | 山丘                                                  | 诺克希尔（Knockhill）、诺克 (克莱尔县)（Knock, County Clare）、诺克 (刘易斯岛)（Knock, Isle of Lewis）、诺肯泰伯尔（Knockentiber） |                                                | 由“cnoc”英语化而来；在马恩岛上被叫作“cronk” |
| kyle, kyles 音译：凯尔                                                                          | 苏             | 海峡                                                  | 洛哈尔什教区凯尔（Kyle of Lochalsh）、比特海峡（Kyles of Bute） | 前缀                                           | 由“caol”和“caolas”英语化而来 |
| lan, lhan, llan 音译：兰                                                                        | 坎、康、皮、威 | 教堂、毗连教堂的院落、带教堂的村庄、教区              | 兰特格洛斯 (康沃尔)[Lanteglos (Cornwall)]、兰布里德 (莫瑞)[Lhanbryde (Moray)]、拉纳科斯特（Lanercost）、兰贝德尔-庞特-斯特凡（Llanbedr Pont Steffan）、拉纳巴瑟（Llanybydder）、兰迪德诺（Llandudno）、拉内利（Llanelli）、兰盖夫尼（Llangefni）、兰戈伦（Llangollen） | 前缀                                           | 更多资料：兰 (威尔士语地名词素) |
| land 音译：兰                                                                                   | 中             | 陆地                                                  | 英格兰（England）、爱尔兰（Ireland）、苏格兰（Scotland） | 后缀                                           | 来自中古英语“land”、“lond”，来自古英语“land”、“lond”（陆地，土地，土壤，地面，轮廓分明的土地块，领地，领土，领域，地区，地产，国家，田垄），来自原始日耳曼语“landą”（陆地），来自原始印欧语“lendʰ”（陆地，石南荒原） |
| lang 音译：兰                                                                                   | 北、古         | 长（cháng）                                           | 兰代尔（Langdale）、大兰顿（Great Langton）、金斯兰利（Kings Langley）、兰班克（Langbank）、兰通（Lang Toun） | 前缀                                           | 比较德语“-langen”，如埃朗根（Erlangen）；在英语方言和苏格兰语中仍被使用 |
| law, low 音译：洛                                                                               | 古             | 来自“hlaw”，圆形山丘                                  | 查洛（Charlaw）、托洛 (英格兰)（Tow Law）、刘易斯（Lewes）、拉德洛（Ludlow）、北贝里克洛（North Berwick Law） | 通常是独立的                                   | 通常是在其尖峰有古坟或小丘的山丘；在苏格兰仍被使用 |
| le 音译：勒                                                                                     | 法？           | 来自古式法语“lès”，意为“在……的附近的地区”、“接近于……” | 切斯特勒斯特里特（Chester-le-Street） | 间缀                                           | 根据民间语源，哈特尔浦（Hartlepool）似乎也含有“le”；更古老的拼写则没有显示这样的元素 |
| lea, leigh, ley 音译：利                                                                        | 古             | 来自“leah”，林地中的空地                              | 巴恩斯利（Barnsley）、哈德利（Hadleigh）、利（Leigh）、贝弗利（Beverley） | （通常是）后缀                                 | 比较荷兰语“-loo”，如滑铁卢（Waterloo），德语“-loh”，如居特斯洛（Gütersloh） |
| lin, llyn 音译：林                                                                              | 布、坎、威     | 湖（或者就是水体）                                    | 林多（Lindow）、林德弗伦（Lindefferon）、林布里安（Llyn Brianne）、彭林（Pen Llyn）、林肯（Lincoln） | 通常是前缀                                     | |
| ling, lyng 音译：林                                                                             | 北、古         | 石南属植物                                            | 林梅尔（Lingmell）、林伍德 (英國诺福克郡)（Lingwood）、林加（Linga） |                                                | |
| loch, lough 音译：洛克                                                                          | 爱、苏         | 湖，海湾                                              | 赖安湾（Loch Ryan）、内伊湖（Lough Neagh）、斯威特霍普湖（Sweethope Loughs）、格伦达洛克（Glendalough）、尼斯湖（Loch Ness） |                                                | 普遍在苏格兰和爱尔兰被找到，但也有少量的在英格兰 |
| magna 音译：马格纳                                                                              | 拉             | 巨大                                                  | 阿普尔比马格纳（Appleby Magnas）、丘马格纳（Chew Magna）、威格斯顿马格纳（Wigston Magna） |                                                | 主要是假装中世纪风格的产物 |
| mawr 音译：毛尔                                                                                 | 威             | 博大、巨大                                            | 彭伊凯毛尔（Pen-y-cae-mawr）、佩贡毛尔（Pegwn Mawr）、梅尔西尔毛尔（Merthyr Mawr） |                                                | 变形后的形式为“fawr”（音译：沃尔） |
| mere 音译：米尔                                                                                 | 古             | 湖泊、水池                                            | 温德米尔（Windermere）、格拉斯米尔（Grasmere）、克罗默（Cromer）、特兰米尔（Tranmere） |                                                | |
| minster 音译：敏斯特、明斯特、姆斯特                                                            | 古             | 大教堂，修道院                                        | 威斯敏斯特（Westminster）、温伯恩明斯特（Wimborne Minster）、莱姆斯特（Leominster）、基德明斯特（Kidderminster）、明斯特洛弗尔（Minster Lovell）、伊尔明斯特（Ilminster） |                                                | 比较德语“明斯特”（Münster） |
| more 音译：莫尔                                                                                 | 爱、苏         | 博大、巨大                                            | 邓莫尔（Dunmore）、利斯莫尔（Lismore）、斯特拉斯莫尔（Strathmore） |                                                | 由“mòr”英语化而来 |
| moss 音译：莫斯                                                                                 | 古             | 沼泽、泥塘                                            | 莫斯利（Mossley）、林多沼泽（Lindow Moss）、莫斯赛德（Moss Side） |                                                | 比较德语“moos” |
| mouth 音译：茅斯                                                                                | 中             | （河）口（mouth），湾                                 | 普利茅斯（Plymouth）、伯恩茅斯（Bournemouth）、朴次茅斯（Portsmouth）、蒙茅斯（Monmouth）、锡德茅斯（Sidmouth）、韦茅斯（Weymouth）、林茅斯（Lynmouth）、东波特尔茅斯（East Portlemouth）、埃克斯茅斯（Exmouth）、雅茅斯（Yarmouth）、法尔茅斯（Falmouth） | 后缀                                           | 比较德语“münden”或“gemünd” |
| mynydd 音译：米尼德                                                                             | 威             | 山                                                    | 米尼德莫伊尔（Mynydd Moel） | 前缀                                           | |
| nan, nans 音译：楠、楠斯                                                                        | 康             | 山谷                                                  | 楠克莱德拉 (康沃尔)[Nancledra (Cornwall)] | 前缀                                           | |
| nant 音译：楠特                                                                                 | 坎、威         | 深谷或其中的溪流                                      | 楠特加鲁（Nantgarw）、楠特威奇（Nantwich） | 前缀                                           | 与上面的“nan, nans”同源 |
| ness 音译：内斯                                                                                 | 北、古         | 岬，海角（字面含义为“鼻子”）                          | 希尔内斯（Sheerness）、斯凯格内斯（Skegness）、弗内斯（Furness）、德内斯（Durness）、邓杰内斯（Dungeness） | 后缀                                           | |
| new 音译：牛、纽                                                                                | 中             | 新                                                    | 泰恩河畔纽卡斯尔（Newcastle upon Tyne）、纽黑文（Newhaven）、纽波特（Newport）、牛顿（Newton）、纽敦（Newtown） | 前缀                                           | 来自中古英语“newe”，来自古英语“nīwe”、“nēowe”（新），来自原始日耳曼语“niwjaz”（新，新鲜），来自原始印欧语“néwos”（新） |
| nor 音译：诺                                                                                    | 古             | 北                                                    | 诺顿（Norton）、诺伯里（Norbury）、诺里奇（Norwich） | 前缀                                           | |
| pant 音译：潘特                                                                                 | 威             | 洼地                                                  | 潘特格拉斯（Pant Glas）、潘特 (梅瑟蒂德菲尔)[Pant (Merthyr Tydfil)]、潘特 (什罗普郡)[Pant (Shropshire)] |                                                | |
| parva 音译：帕瓦                                                                                | 拉             | 小                                                    | 阿普尔比帕瓦（Appleby Parva）、威格斯顿帕瓦（Wigston Parva）、拉斯顿帕瓦（Ruston Parva）、格伦帕瓦（Glen Parva）、索纳姆帕瓦（Thornham Parva） |                                                | |
| pen 音译：彭                                                                                    | 坎、康、威     | 岬（陆岬或山丘）                                      | 彭赞斯（Penzance）、彭德尔（Pendle）、彭里斯（Penrith）、珀纳斯（Penarth）、彭科伊德（Pencoed）、彭迈恩（Penmaen）、彭加姆（Pengam） | 前缀                                           | 在西康沃尔也写作“pedn” |
| pit 音译：皮特                                                                                  | 皮             | 一部分，一份，农场                                    | 皮特洛赫里 (珀斯郡)[Pitlochry (Perthshire)]、皮特梅登（Pitmedden） | 前缀                                           | 与康沃尔语“peath”同源 |
| pol 音译：波尔                                                                                  | 坎、康         | 水池或湖泊                                            | 波尔佩罗（Polperro）、波尔鲁安（Polruan）、波尔泽斯（Polzeath） | 前缀                                           | |
| pont 音译：庞特                                                                                 | 坎、康、拉、威 | 桥                                                    | 庞特普里斯（Pontypridd）、庞蒂浦（Pontypool）、彭庞特（Penpont） | 前缀                                           | 也能找到由其变形了的形式“bont”组成的地名，如“Pen-y-bont”[佩尼邦特，即布里真德（Bridgend）]；最初来自拉丁语“pons（pont-）” |
| pool 音译：浦                                                                                   | 古             | 港湾                                                  | 利物浦（Liverpool）、布莱克浦（Blackpool）、哈特尔浦（Hartlepool）、威尔士浦（Welshpool） | 后缀                                           | |
| port 音译：波特                                                                                 | 中             | 港市，港湾                                            | 达文波特（Davenport）、绍斯波特（Southport）、斯托克波特（Stockport）、布里德波特（Bridport）、纽波特（Newport）、玛丽波特（Maryport）、埃尔斯米尔港（Ellesmere Port） | 后缀                                           | |
| porth 音译：波斯                                                                                | 康、威         | 港湾                                                  | 波斯考尔（Porthcawl）、波斯盖恩（Porthgain）、波赛绥（Porthaethwy） | 前缀                                           | |
| shaw 音译：肖                                                                                   | 古             | 树林                                                  | 彭肖（Penshaw）、奥彭肖（Openshaw）、威森肖（Wythenshawe）、肖镇（Shaw） | 独立部分或后缀                                 | 林地的边缘部分 |
| shep, ship 音译：谢普、希普                                                                     | 古             | 羊                                                    | 谢普谢德（Shepshed）、谢普顿马利特（Shepton Mallet）、希普顿（Shipton）、希普利（Shipley） | 前缀                                           | |
| shire                                                                                           | 古             | 郡                                                    | 埃尔郡（Ayrshire）、蒙茅斯郡（Monmouthshire）、牛津郡（Oxfordshire）、 | 后缀                                           | 来自古英语“scir”，来自原始日耳曼语“skīrō”、“skīzō” |
| stan 音译：斯坦                                                                                 | 古             | 石头，多石的                                          | 斯坦莫尔（Stanmore）、斯坦福德（Stamford）、斯坦洛（Stanlow） | 前缀                                           | 比较德语“stein” |
| stead 音译：斯特德                                                                              | 古             | 地方，被围起来的牧草地                                | 汉普斯特德（Hampstead）、伯克姆斯特德（Berkhamsted）、赫默尔亨普斯特德（Hemel Hempstead） | 后缀                                           | 比较德语“stadt”或“-stätt”，如艾希施泰特（Eichstätt），荷兰语“-stad”，如赞斯塔德（Zaanstad） |
| ster 音译：斯特                                                                                 | 北             | 农场                                                  | 利布斯特（Lybster）、斯克拉布斯特（Scrabster） | 后缀                                           | 比较“(bol)staðr”中的“-bost” |
| stoke 音译：斯托克                                                                              | 古-“stoc”      | 从属的农庄，次要定居点                                | 特伦特河畔斯托克（Stoke-on-Trent）、斯托克达默勒尔（Stoke Damerel）、贝辛斯托克（Basingstoke）、斯托克曼德维尔（Stoke Mandeville）、斯托克盖布里厄尔（Stoke Gabriel） | （通常是）独立部分                             | |
| stone 音译：斯通                                                                                | 中             | 石头                                                  | 福克斯通（Folkestone）、戈德斯通（Goldstone）、约翰斯通（Johnstone）、莱顿斯通（Leytonstone）、梅德斯通（Maidstone） | 后缀                                           | 来自中古英语“stan”、“ston”，来自古英语“stān”、来自原始日耳曼语“stainaz”，来自原始印欧语“st(y)oy” |
| stow 音译：斯托                                                                                 | 古             | （集会的）（神圣的）地方                              | 斯托昂泽沃尔德（Stow-on-the-Wold）、帕德斯托（Padstow）、布里斯托尔（Bristol）、斯托马基特（Stowmarket） |                                                | |
| strath 音译：斯特拉斯                                                                           | 苏             | 宽阔山谷，溪谷                                        | 斯特拉斯莫尔 (安格斯)[Strathmore (Angus)] | 前缀                                           | 源于“srath”（但是同布立吞语“ystrad”合并了） |
| streat, street 音译：斯特里特                                                                   | 古、拉         | 道路（罗马的）                                        | 斯皮特尔因泽斯特里特（Spital-in-the-Street）、切斯特勒斯特里特（Chester-le-Street）、斯特里萨姆（Streatham） |                                                | 源于“strata”，拉丁语“铺出来的道路” |
| sud, sut 音译：萨德、萨特                                                                       | 古             | 南                                                    | 萨德伯里（Sudbury）、萨顿（Sutton） | 前缀                                           | |
| swin 音译：斯温                                                                                 | 古             | 猪，家猪                                              | 斯温登（Swindon）、斯温福德（Swinford）、斯温顿（Swinton） |                                                | |
| tarn                                                                                            | 北             | 湖泊                                                  | 塔诺克（Tarnock） |                                                | 在现代英语中，通常是指狭谷中的冰川湖 |
| thorp, thorpe 音译：索普                                                                        | 北             | 次要定居点                                            | 克利索普斯（Cleethorpes）、索普尼斯（Thorpeness）、斯肯索普（Scunthorpe）、阿姆索普（Armthorpe）、毕晓普索普（Bishopthorpe）、梅布尔索普（Mablethorpe） |                                                | 一个更为早先的定居点的一个离开本体的部分。 更多资料：小村落 (英格兰) 比较德语“dorf”；荷兰语“-dorp”，如巴德胡弗多普（Badhoevedorp） |
| thwaite, twatt 音译：斯韦特、特瓦特                                                             | 北-“thveit”    | 带有住处的林间空地，或者一片土地                      | 哈斯韦特（Huthwaite）、特瓦特（Twatt）、斯莱斯韦特（Slaithwaite）、桑斯韦特（Thornthwaite）、布雷斯韦特（Braithwaite） | 后缀                                           | |
| tilly, tullie, tulloch 音译：蒂利、塔利、塔洛克                                                 | 苏             | 小丘                                                  | 蒂利库特里（Tillicoultry）、蒂利德罗恩（Tillydrone）、塔利阿兰（Tulliallan） | 前缀                                           | |
| toft 音译：托夫特                                                                               | 北             | 农场                                                  | 洛斯托夫特（Lowestoft）、菲什托夫特（Fishtoft）、兰托夫特 (林肯郡)[Langtoft (Lincs)]、兰托夫特 (约克郡东区)[Langtoft (ER of Yorks)]、威格托夫特（Wigtoft） | 通常是后缀                                     | |
| ton, tun 音译：顿、通                                                                           | 古-“tun”       | 围场、庄园、农场                                      | 埃尔斯顿（Elston）、通斯特德（Tunstead）、沃灵顿（Warrington）、布赖顿（Brighton）、科尼斯顿（Coniston）、克拉克顿（Clacton）、埃弗顿（Everton）、布劳顿（Broughton）、卢顿（Luton）、默顿（Merton）、博尔顿（Bolton）、沃金顿（Workington）、普雷斯顿（Preston）、布里德灵顿（Bridlington）、蒂斯河畔斯托克顿（Stockton-on-Tees）、汤顿（Taunton）、波士顿（Boston）、肯辛顿（Kensington）、帕丁顿（Paddington）、克雷迪顿（Crediton）、霍尼顿（Honiton）、汉密尔顿（Hamilton）、北安普顿（Northampton）、南安普顿（Southampton）、佩恩顿（Paignton）、蒂弗顿（Tiverton）、赫尔斯顿（Helston）、伍尔弗汉普顿（Wolverhampton）、巴克斯顿（Buxton）、康格尔顿（Congleton）、达灵顿（Darlington）、诺萨勒顿（Northallerton） |                                                | 古英语发音为“toon” 比较英语“town”（镇）、荷兰语“tuin”（花园）、及德语“zaun”（栅栏），全都源自日耳曼语词根“tun” |
| town 音译：敦                                                                                   | 中             | 镇                                                    | 库克斯敦（Cookstown）、约翰斯敦（Johnstown）、朗敦（Longtown）、纽敦（Newtown）、威格敦（Wigtown） | （通常是）后缀                                 | 来自中古英语“town”、“toun”，来自古英语“tūn”（围场，花园）、来自原始日耳曼语“tūną”（栅栏），来自高卢语“dunon”（山丘，山丘堡垒），来自原始凯尔特语“dūnom”，来自原始印欧语“dʰewh₂”（结束，恢复原状） |
| tra, tre 音译：特拉、特雷                                                                       | 坎、康、威     | 定居点                                                | 特拉嫩特（Tranent）、特雷沃斯岬（Trevose Head）、特雷加伦（Tregaron）、特雷尼厄尔（Trenear）、特雷奥奇（Treorchy）、特雷赫伯特（Treherbert）、特雷阿洛（Trealaw）、特雷哈里斯（Treharris）、特雷哈福德（Trehafod）、特雷迪加（Tredegar） | 前缀                                           | |
| treath 音译：特雷斯                                                                             | 康             | 海滩                                                  | 泰沃德雷斯（Tywardreath） |                                                | |
| upon                                                                                            | 中             | 接近（“upon”）一条河/在一条河旁边                     | 泰恩河畔纽卡斯尔（Newcastle upon Tyne）、雅芳河畔斯特拉特福德（Stratford-upon-Avon）、特伦特河畔伯顿（Burton upon Trent）、特威德河畔贝里克（Berwick-upon-Tweed） | 间缀                                           | |
| wardine, worth, worthy 音译：沃丁、沃思、沃西                                                   | 古             | 围场                                                  | 塔姆沃思（Tamworth）、法恩沃思（Farnworth）、里克曼斯沃思（Rickmansworth）、内尔斯沃思（Nailsworth）、凯尼尔沃思（Kenilworth）、拉特沃思（Lutterworth）、贝德沃思（Bedworth）、莱奇沃思（Letchworth）、黑尔斯沃思（Halesworth）、威克斯沃思（Wirksworth）、惠特沃思（Whitworth）、卡德沃思（Cudworth）、霍沃思（Haworth）、霍尔斯沃西（Holsworthy）、布雷德沃丁（Bredwardine） | 通常是后缀                                     | 比较荷兰语“-waard”，如海尔许霍瓦德（Heerhugowaard） |
| weald, wold 音译：威尔德、沃尔德                                                                | 古             | 高的林地                                              | 威尔德斯通（Wealdstone）、斯托昂泽沃尔德（Stow-on-the-Wold）、绍斯沃尔德（Southwold）、伊辛沃尔德（Easingwold）、梅斯沃尔德（Methwold）、卡克斯沃尔德（Cuxwold）、霍克沃尔德（Hockwold） |                                                | 比较德语“wald” |
| wes 音译：韦斯                                                                                  | 古             | 西                                                    | 韦塞克斯（Wessex） | 前缀                                           | |
| whel 音译：韦尔                                                                                 | 坎             | 矿或洞穴                                              | 韦尔德雷克（Wheldrake） |                                                | |
| wich, wick, wych, wyke 音译：威奇、威克                                                         | 古、拉         | 地方，定居点                                          | 伊普斯威奇（Ipswich）、诺里奇（Norwich）、阿尼克（Alnwick）、西布罗米奇（West Bromwich）、楠特威奇（Nantwich）、普雷斯特威奇（Prestwich）、诺斯威奇（Northwich）、伍利奇（Woolwich）、霍里奇（Horwich）、米德尔威奇（Middlewich）、哈里奇（Harwich）、布洛克斯威奇（Bloxwich）、哈默威奇（Hammerwich）、桑德威奇（Sandwich）、奥尔德威奇（Aldwych）、吉佩斯威克（Gippeswyk）、赫克蒙德威克（Heckmondwike）、沃里克（Warwick） | 后缀                                           | 与拉丁语“vicus”（地方）有关，比较荷兰语“wijk” |
| wick 音译：威克                                                                                 | 北-“vik”       | 湾                                                    | 威克（Wick）、勒威克（Lerwick）、威尼克（Winwick）、巴诺尔兹威克（Barnoldswick）、凯西克（Keswick）、普雷斯蒂克（Prestwick）、北贝里克（North Berwick）、特威德河畔贝里克（Berwick-upon-Tweed）、古迪克（Goodwick）、格洛迪克（Glodwick）、阿德威克（Ardwick）、贝西克（Beswick）、沃尔伯斯威克（Walberswick） | 后缀                                           | 比较“Jorvik”[约尔威克，今约克（York）] |
| win 音译：温                                                                                    | 布             | （未知）                                              | 温彻斯特（Winchester）、温伯恩（Wimborne，之前写作Winborne） | 前缀                                           | “uenta-”被证实于罗马时期 |
| ynys                                                                                            | 威             | 岛屿                                                  | 芒岛[Ynys Mon，即安格尔西岛（Isle of Anglesey）] |                                                | |